# Drapelul Nigerului

Raport: 6:7

Drapelul Nigerului este un tricolor. Banda superioară, portocalie, reprezintă regiunile nordice, ale Deșertului Sahara, banda centrală, albă reprezintă puritatea, iar banda verde inferioară reprezintă atât speranța cât și regiunile fertile ale Nigerului de sud. Cercul portocaliu din centru reprezintă soarele.
Steagul Indiei seamănă întrucâtva, deși acest lucru este probabil doar o coincidență. Steagul Coastei de Fildeș este în aceleași culori.
Raportul neobișnuit aproape pătrat al steagului are o semnificație necunoscută. 